# Grad (Slovenia)
Grad (pronuncia {ˈɡɾaːt} fino al 1952 Gornja Lendava; in ungherese Felsőlendva, in prekmuro Gorenja Lendava) è un comune di 2 302 abitanti, della regione statistica della Murania della Slovenia.

## Storia
Grad fu citato per la prima volta anticamente chiamato Lyndwa e successivamente come Gornja Lendava. Il nome dell'insediamento è stato cambiato da Gornja Lendava a Grad nel 1952.

## Geografia antropica

### Insediamenti
Il comune è diviso in 6 insediamenti (naselja):
- Dolnji Slaveči
- Kovačevci
- Kruplivnik
- Motovilci
- Radovci
- Vidonci